# Mount Giles, Antarktis
Mount Giles är ett berg i Antarktis. Det ligger i Västantarktis. Inget land gör anspråk på området. Toppen på Mount Giles är 832 meter över havet, eller 445 meter över den omgivande terrängen. Bredden vid basen är 6,5 km.
Terrängen runt Mount Giles är kuperad norrut, men söderut är den platt. Trakten är obefolkad. Det finns inga samhällen i närheten.